# Вариант Найдорфа
Вариа́нт На́йдорфа — система развития чёрных в сицилианской защите, возникающая после ходов: 
 1. e2-e4 c7-c5 
 2. Кg1-f3 d7-d6 
 3. d2-d4 c5:d4 
 4. Кf3:d4 Кg8-f6 
 5. Кb1-c3 a7-a6.
Относится к полуоткрытым началам.
Ход 5. …a6 активно применялся в 1930-е, его считали (как и сейчас) удобным трамплином для перехода в схевенинген. Хотя прообразы современных схем просматривались и тогда, поначалу белые отдавали предпочтение скромным позиционным продолжениям 6. Сe2, 6. f4, 6. g3, 6. h3.

## Вариант 6. Сg5 e6 7. f4
Основная статья: Вариант отравленной пешки
В 1954 в партии Толуш — Фурман (первенство Ленинграда) впервые был применён план атаки 6. Сg5 e6 7. f4, связанный с последующими активными операциями в центре (e4-e5 или f4-f5).
Несмотря на перспективность этого плана, заметно, что последними двумя ходами белые существенно ослабили диагональ g1-a7 и пункт b2. Чёрные могут попытаться использовать это обстоятельство ходом 7. …Фb6, как и случилось в этой партии. Ранний выпад ферзя испытывался ещё в двух партиях в том же году: Иопен — Бронштейн (Белград) и Нежметдинов — Щербаков (Рига).
В партии Иопен — Бронштейн было: 8. Кb3 Фe3+ 9. Фe2 Ф:e2+ 10. С:e2 Kbd7 11. a4 Ce7 12. 0-0-0 h6 13. Ch4 e5 14. f5 b6 с равной игрой. Бронштейну удалось выиграть партию, однако решение разменять ферзей нельзя признать удачным. Если чёрные отказываются от размена, то план с ходом 8. Kb3 мало что даёт белым. Несмотря на то, что данное продолжение до сих пор встречается в турнирной практике, его оценка как неопасного для чёрных не изменилась.
Более перспективным оказалось обоюдоострое продолжение 8. Фd2 Ф:b2, первоисточником которого считается партия Нежметдинов — Щербаков: 9. Kb3 Kc6 10. Cd3 d5 11. C:f6 gf 12. Ka4 Фa3 13. Kb6 Kd4 14. Крf1 K:b3 15. cb Лb8 16. ed Фb4 17. Ф:b4 C:b4 18. Лc1 0-0 с приблизительно равными шансами.
Эта партия, как и план с ходом 9. Kb3 оставались в тени 18 лет до матча Спасский — Фишер (Рейкьявик, 1972), когда ход 7. …Фb6 пережил своё второе рождение. Но тогда всех увлёк «ложный след»: 8. Фd2 Ф:b2 9. Лb1 Фa3 10. e5!? — план, который впервые встретился в партии Толуш — Фурман.
В последующие годы позиция после 10. e5 de 11. fe Kfd7 привлекала всеобщее внимание. Было сыграно множество партий, опубликовано огромное количество анализов. Но в конце концов пришли к выводу, что продолжение 12. Cc4 Cb4 13. Лb3 Фa5 ведет к примерно равной игре. В настоящее время в варианте с 7. …Фb6 основными продолжениями являются 8. Фd2 Ф:b2 9. Kb3 и 9. Лb1 Фa3 10. f5 (или 10. Се2).
Чёрным на первых порах было совсем не просто бороться с ходом 7. f4. Тартаковер отметил его как «вариант-сенсацию» 1954 года.
Однако вскоре чёрные научились ставить «стенку»: 7. …Ce7 8. Фf3 Фc7 9. 0-0-0 Kbd7. Эта система и поныне является главной в варианте Найдорфа.
Неудачи чёрных, связанные с первым опытом применения систем защиты с 7. …Фb6 и 7. …Се7, укрепили авторитет продолжения 7. f4. Чёрные стали искать выход в схемах с 7. …Фс7 (некоторые называют вариантом Тукмакова -Рашковского) и 7. …b5 (вариант Полугаевского). Кроме того, Полугаевский детально разработал продолжение 7. …Kbd7 (вариант Гельфанда) с идеей сэкономить темп на ходе 7. …Ce7 для скорейшего осуществления программного b7—b5.

## Вариант 6. Сс4
Вывод слона на с4 носит ярко выраженный агрессивный характер. Белые планируют после короткой рокировки использовать пешку f как таран для разрушения позиции противника. Однако положение слона на с4 более уязвимо, чем на g5, и белые вынуждены тратить время на его отход на b3 или (после предварительного a2—a3) на а2. Это снижает эффективность данного плана, и всплески его популярности связаны с эпизодическими находками за белых. Актуален вариант с жертвой пешки: 6. Сс4 е6 7. Cb3 b5 8. 0—0 Ce7 9. f4 0—0 10. e5 de 11. fe Kfd7 12. Ce3 K:e5 13. Фh5.

## Позиционные методы борьбы: 6. Сe2, 6. f4, 6. g3, 6.h3
Вокруг этих продолжений никогда не возникало таких дискуссий, как о системах 6. Cg5 и 6. Cc4. Здесь шло постепенное накопление знаний, глубокая и всесторонняя практическая проверка. Поэтому в семидесятилетней истории этих вариантов трудно выделить важные этапы эволюции.
В последнее время значительно возросла популярность продолжения 6. Се2, где Геллеру удалось найти ряд новых привлекательных идей. Сыграло роль и то, что надёжность системы 7. …Фb6 заметно снизила притягательную силу выпада 6. Cg5. Однако популярность хода 6. Се2 прошла свой пик, так как чёрные нащупали правильный план защиты. Больше приверженцев стало у хода 6. f4, а также у простого и надёжного продолжения 6. g3.
В шахматах по электронной переписке в 2011 году наблюдался пик популярности хода 6. h3, который обеспечивает белым небольшой стойкий перевес и богатые возможности для борьбы в атакующем ключе. В сильнейших турнирах ICCF и РАЗШ, и на интернет-площадках ficgs.com, chess-online.ru и bestlogic.ru это продолжение по популярности занимает 3-е место после 6. Сe3 и 6. f3

## Варианты 6. Се3 и 6. а4
Практика активного применения хода 6. Ce3 насчитывает около 30 лет. Основная позиция возникает после 6. …e5 7. Kb3 Ce6 8. Фd2 Kbd7 9. f3 b5 10. a4 b4 11. Kd5 C:d5 12. ed Kb6 13. C:b6 Ф:b6 14. a5 Фb7 15. Cc4 Ce7. Эта обоюдоострая позиция, несмотря на солидную практику, нуждается в дальнейшем исследовании. Играют и 6. …Kg4 (вариант Каспарова).
Идея хода 6. а4 заключается в стремлении сэкономить темп (по сравнению с 6. Ce3) в случае 6. …e5 7. Kf3 Фc7 8. Cg5 Kbd7 9.Kd2 h6 10. Ch4 g5 11. Cg3 Kc5 12. Фf3 Ce7 13. Cc4. Однако слабые стороны хода 6. а4 можно вскрыть путём 6. …Кс6 или переходом в вариант дракона, где чувствительным оказывается ослабление ферзевого фланга белых.